# خشب الورد (نبات)
خشب الورد (الاسم العلمي: Convolvulus scoparius) هو نوع من النباتات من فصيلة المحمودية، موطنها الأصلي في جزر الكناري.

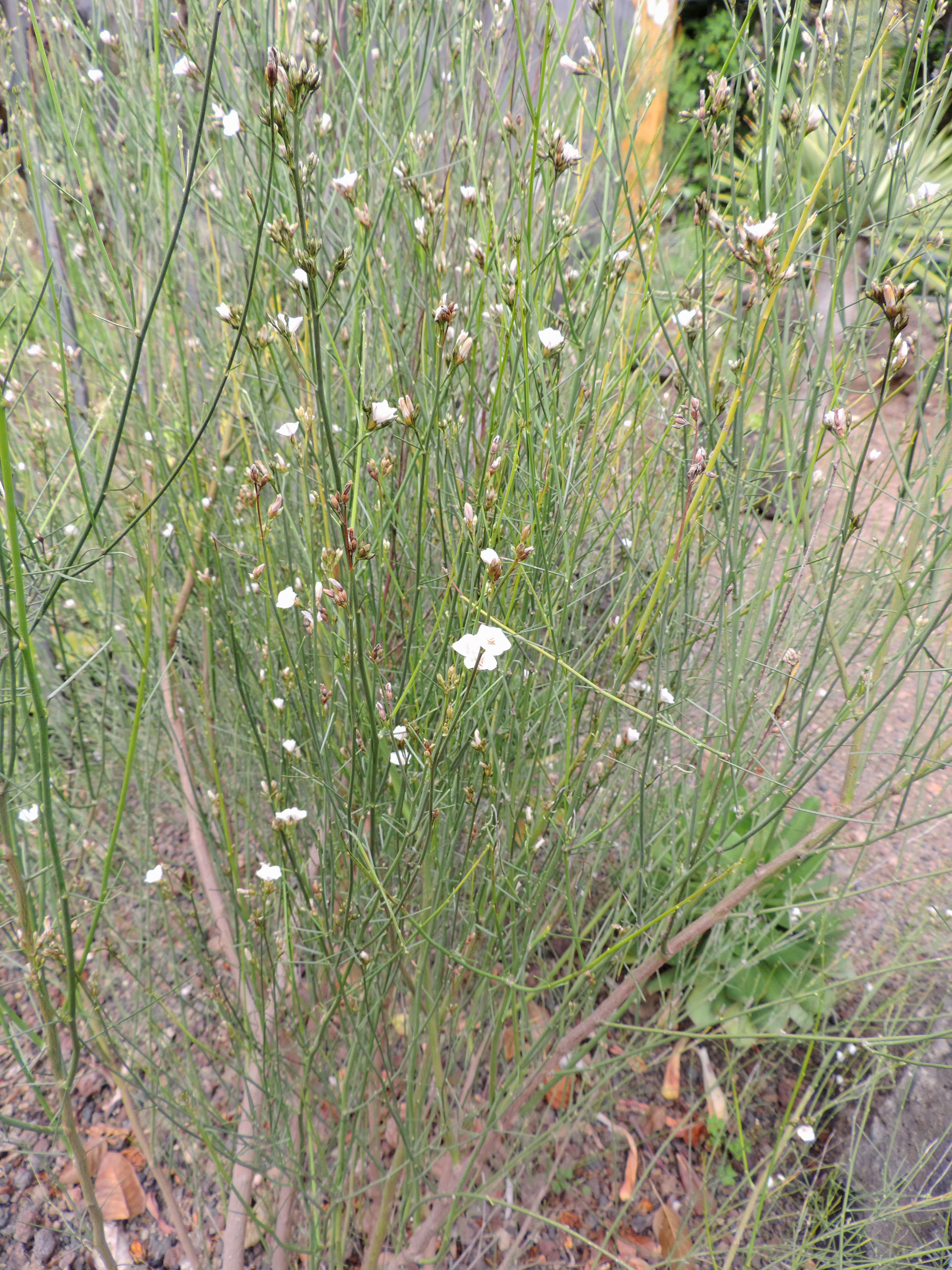

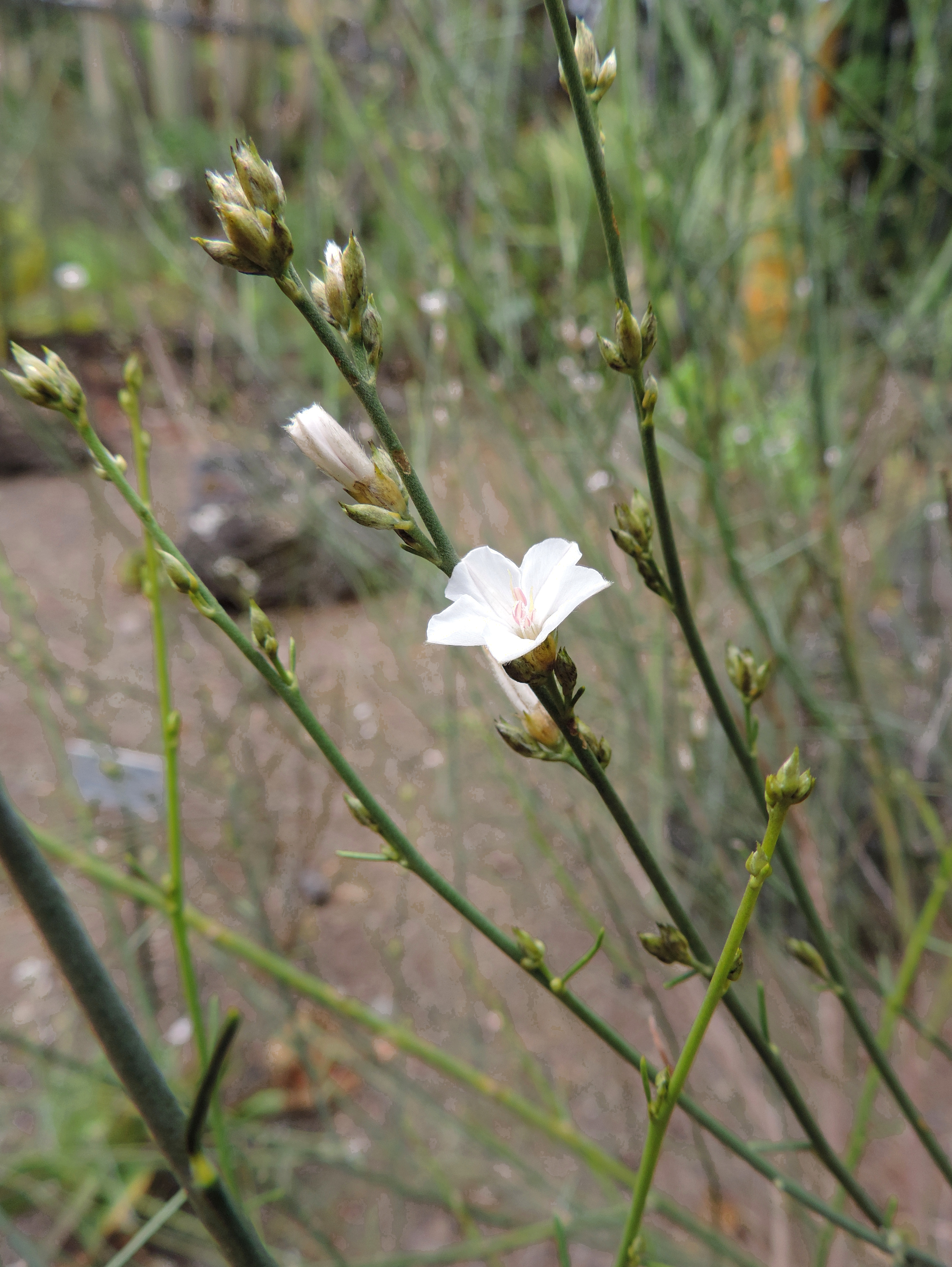
النورات الطرفية أو الإبطية تحمل أزهارًا بيضاء صغيرة.